# Ephedra tilhoana
Ephedra tilhoana — вид голонасінних рослин класу гнетоподібних.

## Поширення, екологія
Країни проживання: Чад. Росте на висотах від 2000 м до 2600 м. Чагарник, що росте на гірських вершинах.

## Використання
Стебла більшості членів цього роду містять алкалоїд ефедрин і відіграють важливу роль в лікуванні астми та багатьох інших скарг дихальної системи.

## Загрози та охорона
На рослині пасуться верблюди і кози, його плоди їдять шакали, але це не вважається серйозними загрозами. Гори не мають ніякого формального захисту. 